# Thomas Duffus Hardy
Thomas Duffus  Hardy (* 22. Mai 1804 in Port Royal auf Jamaika; † 15. Juni 1878) war ein englischer Historiker.

## Leben und Wirken
Sir Thomas Duffus Hardy trat 1819 beim Public Record Office (Staatsarchiv) in London als Clerk ein, an dem er bis zu seinem Tod angestellt blieb; ab 1861 war er Direktor desselben. 1869 wurde er in den Ritterstand erhoben.
Die Regierung übertrug ihm die Herausgabe der Monumenta historica britannica, für die er die allgemeine Einleitung schrieb. Eine große Zahl mittelalterlicher Urkunden zur englischen Geschichte hat er mit Sachkenntnis und Sorgfalt herausgegeben.

## Schriften (Auswahl)
- Rotuli litterarum clausarum 1204-27. London 1833–44.
- Rotuli litterarum patentium 1201-16. London.
- Rotuli Normanniae 1200-1209.
- Modus tenendi parliamentum. London. 1846.
- Descriptive catalogue of materials relating to the history of Great Britain. London 1871 (3 Bde.)
- Registrum Palatinum Dunelmense 1311-16. London 1874–78 (4 Bde.)

Außerdem verfasste er 1852 eine bemerkenswerte Biographie des Master of the Rolls, Lord Langdale.